# بجاق پایین
بجاق پایین (به لاتین: Aşağı Bucaq) منطقه‌ای مسکونی در جمهوری آذربایجان است که در شهرستان یولاخ واقع شده‌است. این روستا ۲۳۹۱ نفر جمعیت دارد.